# Тауй (река)
Тау́й (бо́льшая часть течения — Кава) — река в России, протекает по территории Хабаровского края и Магаданской области, впадает в Амахтонский залив на северо-западе Тауйской губы Охотского моря. Высота истока — 125 м над уровнем моря.

## Гидрология
Длина реки — 378 км, площадь водосборного бассейна — 25 900 км². Питание снеговое и дождевое. Среднегодовой расход воды — 347 м³/с. Ледостав начинается во второй половине октября и заканчивается во второй половине мая. Является местом нереста лососёвых рыб. В нижнем течении — судоходна.
| Средний расход воды (м³/с) реки Тауй по месяцам с 1941 по 1985 гг. (замеры производились на гидрологическом посту в районе села Талон, в 36 км от устья) |

## Притоки
Объекты перечислены по порядку от устья к истоку.
- 3 км: река без названия
- 6 км: река без названия
- 13 км: река без названия
- 18 км: Иганджа
- 37 км: река без названия
- 40 км: река без названия
- 60 км: река без названия
- 66 км: Чёломджа
- 70 км: Омылен
- 75 км: Мылен
- 76 км: река без названия
- 86 км: река без названия
- 89 км: Халкинджа
- 99 км: река без названия
- 100 км: река без названия
- 104 км: река без названия
- 105 км: Хаянджа
- 107 км: Бургали
- 111 км: Эльгенджа
- 127 км: Олачан
- 134 км: Чукча
- 139 км: река без названия
- 154 км: Кавинка
- 157 км: Икримун
- 179 км: река без названия
- 180 км: река без названия
- 182 км: река без названия
- 185 км: река без названия
- 188 км: Последняя
- 192 км: река без названия
- 196 км: река без названия
- 196 км: река без названия
- 199 км: река без названия
- 201 км: река без названия
- 201 км: река без названия
- 204 км: река без названия
- 212 км: река без названия
- 212 км: Черемуховка
- 220 км: протока без названия
- 229 км: река без названия
- 245 км: река без названия
- 246 км: река без названия
- 251 км: река без названия
- 252 км: река без названия
- 262 км: река без названия
- 271 км: Бувтыкан
- 294 км: Бургаалкан
- 299 км: река без названия
- 304 км: Дзякур
- 322 км: река без названия
- 322 км: река без названия
- 326 км: река без названия
- 349 км: река без названия

## Данные водного реестра
По данным государственного водного реестра России и геоинформационной системы водохозяйственного районирования территории РФ, подготовленной Федеральным агентством водных ресурсов:
- Бассейновый округ — Анадыро-Колымский
- Речной бассейн — бассейны рек Охотского моря от Пенжины до хребта Сунтар-Хаята
- Водохозяйственный участок — бассейны рек Охотского моря от южной границы бассейна реки Тахтаямы до северо-восточной границы бассейна реки Ини
- Код водного объекта — 19100000212119000143793